# 4369 Seifert
4369 Seifert eller 1982 OR är en asteroid i huvudbältet som upptäcktes den 30 juli 1982 av den slovakiske astronomen L. Brožek vid Kleť-observatoriet. Den är uppkallad efter nobelpristagaren Jaroslav Seifert.
Asteroiden har en diameter på ungefär 16 kilometer.